# Сен-Рюстис
Сен-Рюсти́с (фр. Saint-Rustice, окс. Sent Rostesi) — коммуна во Франции, находится в регионе Юг — Пиренеи. Департамент — Верхняя Гаронна. Входит в состав кантона Фронтон. Округ коммуны — Тулуза.
Код INSEE коммуны — 31515.

## География

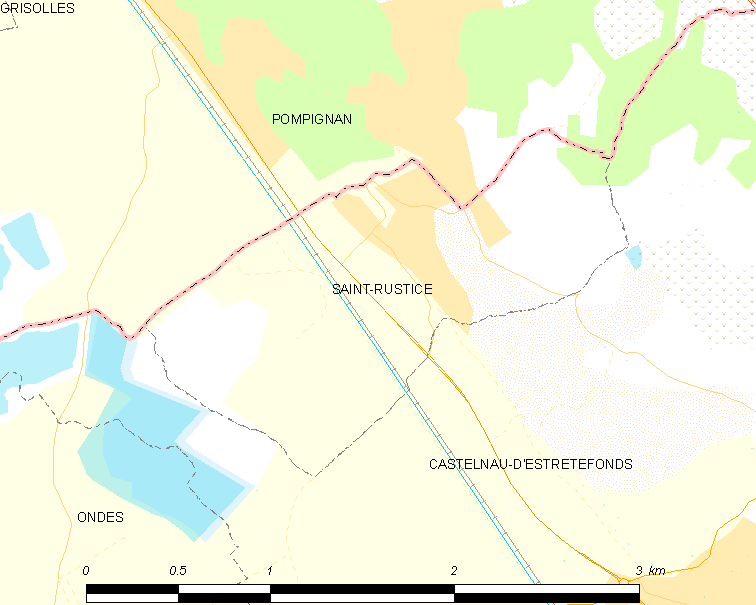
Карта коммуны

Коммуна расположена приблизительно в 570 км к югу от Парижа, в 25 км к северу от Тулузы.

## Климат
Климат умеренно-океанический. Зима мягкая и снежная, весна характеризуется сильными дождями и грозами, лето сухое и жаркое, осень солнечная. Преобладают сильные юго-восточные и северо-западные ветры.

## Население
Население коммуны на 2010 год составляло 436 человек.
| 1962 | 1968 | 1975 | 1982 | 1990 | 1999 | 2010 |
| ---- | ---- | ---- | ---- | ---- | ---- | ---- |
| 235  | 230  | 233  | 371  | 394  | 425  | 436  |

## Администрация
| Период | Период | Фамилия       | Партия | Примечания |
| ------ | ------ | ------------- | ------ | ---------- |
| 1992   | 1996   | Марьяно Оталь |        |            |
| 1996   | 2001   | Филипп Планте |        |            |
| 2001   | 2008   | Шанталь Барро |        |            |
| 2008   | 2020   | Эдмон Оссель  |        |            |

## Экономика
В 2010 году среди 298 человек трудоспособного возраста (15—64 лет) 215 были экономически активными, 83 — неактивными (показатель активности — 72,1 %, в 1999 году было 74,0 %). Из 215 активных жителей работали 202 человека (108 мужчин и 94 женщины), безработных было 13 (4 мужчины и 9 женщин). Среди 83 неактивных 28 человек были учениками или студентами, 38 — пенсионерами, 17 были неактивными по другим причинам.

## Достопримечательности
- Новая церковь Св. Петра (XIX век). Построена на месте церкви XI—XII веков. Исторический памятник с 1952 года[4]

## Фотогалерея

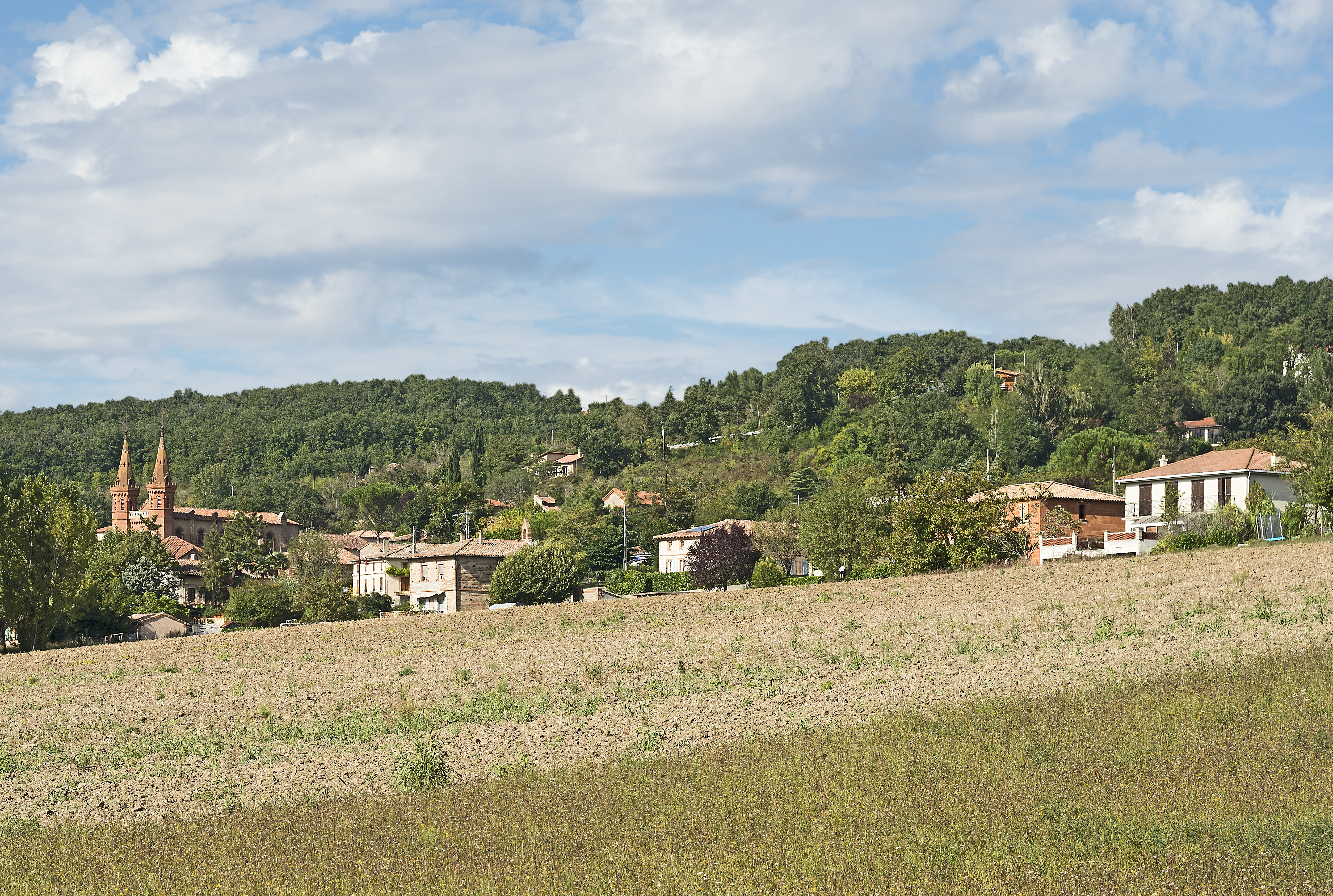
Сен-Рюстис
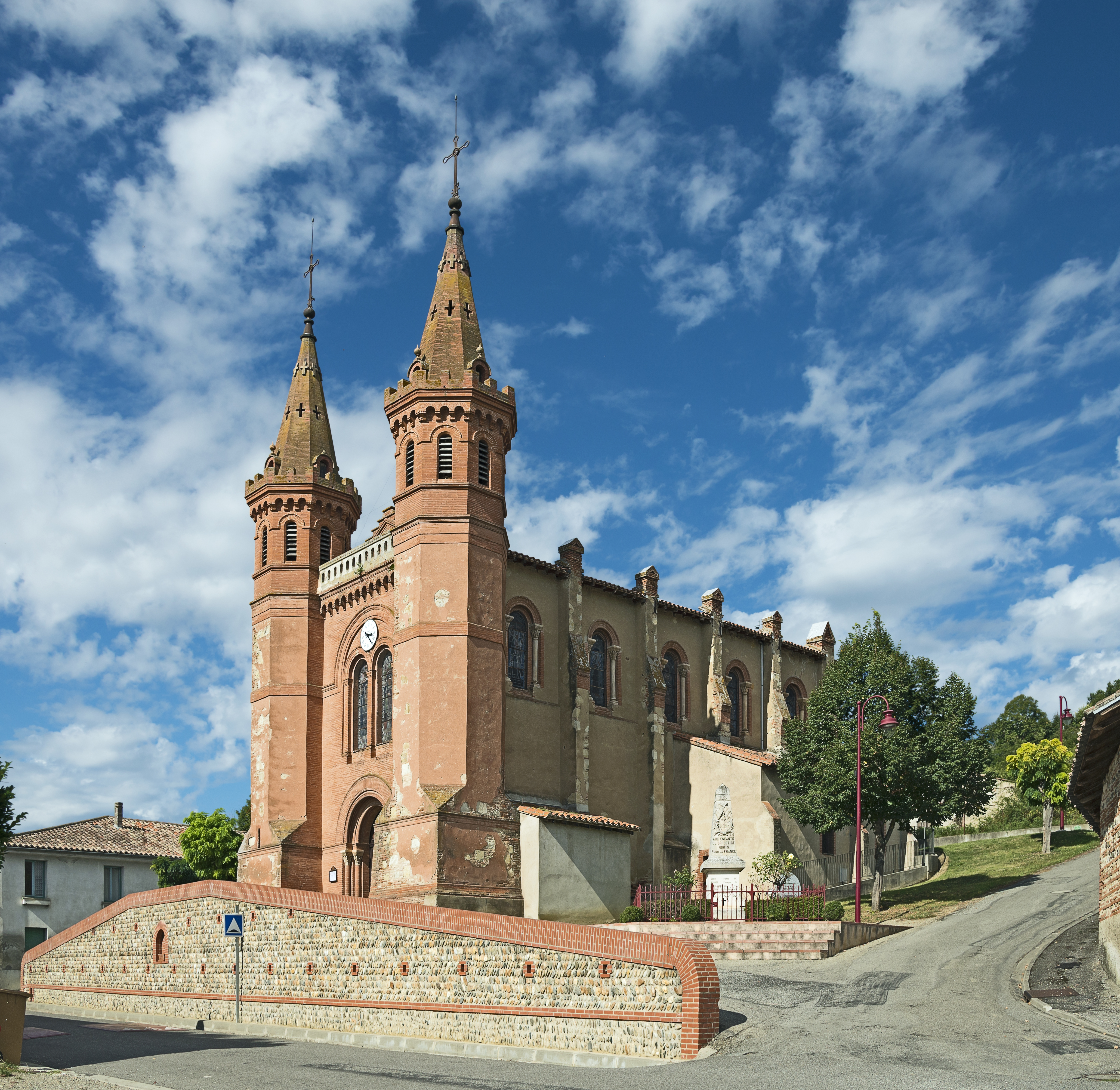
Церковь Св. Петра
Церковь Св. Петра
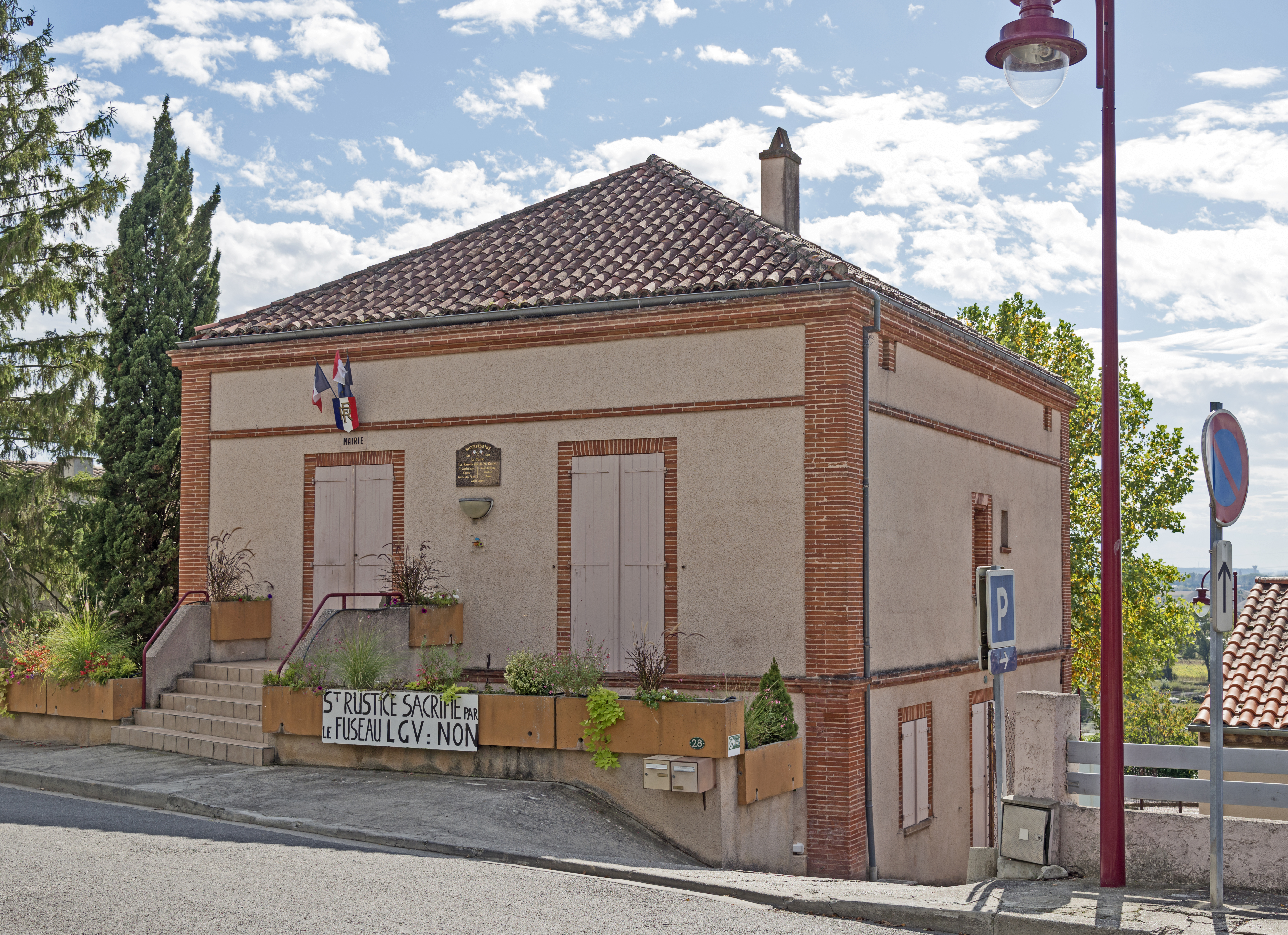
Мэрия
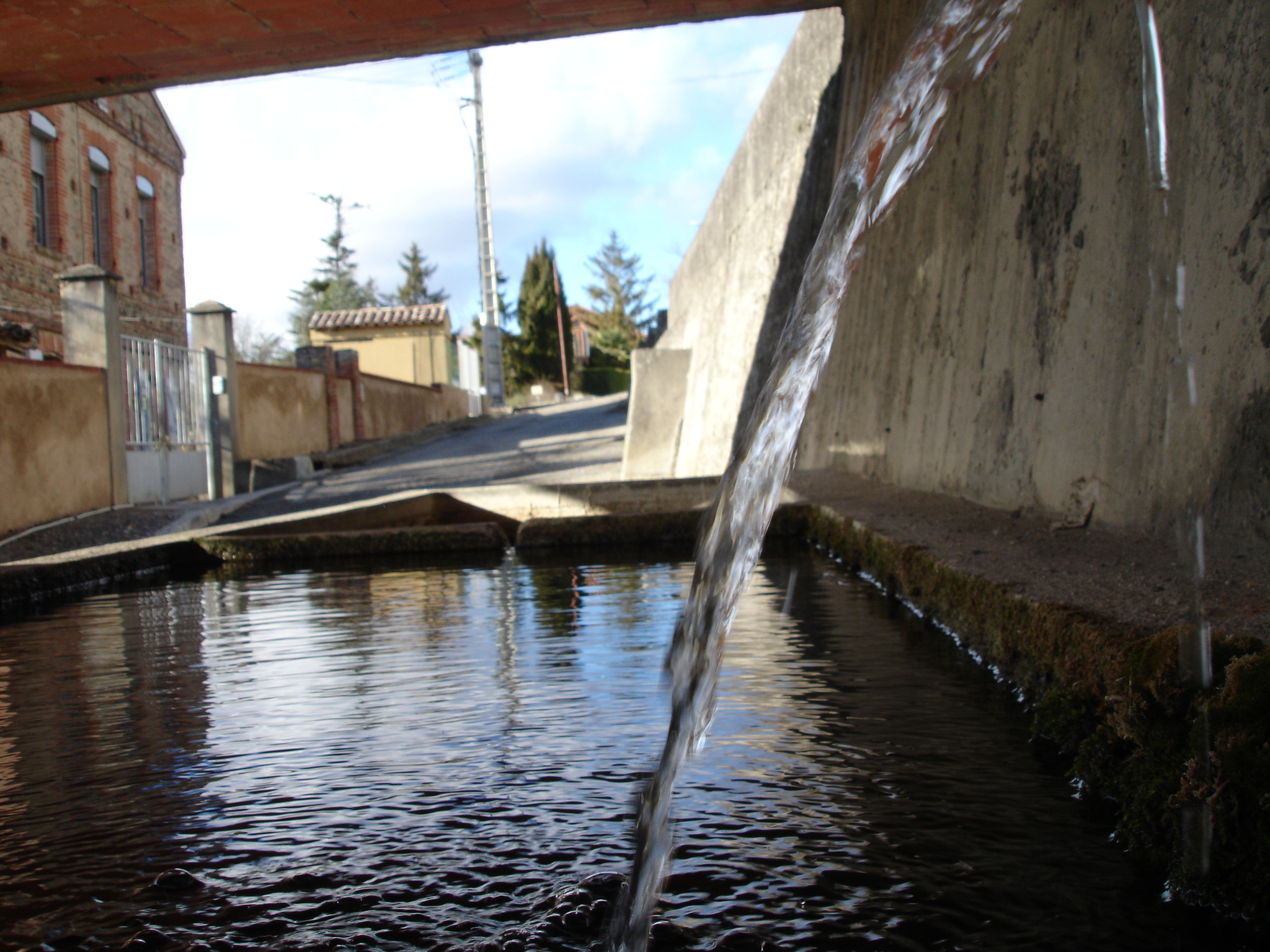
Общественная прачечная